# Kosza (Koszai járás)
Kosza (oroszul: Коса) falu Oroszország Permi határterületén, a Komi-permják körzet Koszai járásának székhelye. 
Lakossága: 2383 fő (a 2010. évi népszámláláskor).

## Fekvése
A Permi határterület északnyugati részén, Permtől 352 km-re, a Kosza (a Káma mellékfolyója) partjától néhány kilométerre terül el. Országút köti össze Kudimkarral (163 km) és azon át a transzszibériai vasútvonal Verescsagino–Perm közötti szakaszán lévő Mengyelejevo vasútállomással. 

## Története
Írott forrás először 1579-ben Nirov néven említi. 1647-ben már Kosza és Nirov néven is. Mai neve a folyónév átvételével keletkezett, a komi-permják кэс szó jelentése 'száraz, kiszáradt, gázló'.
1623-ban villámcsapás következtében a faházakból álló falu leégett. A 18. század végétől Koszinszkoje falu, a Cserdinyi ujezd egyik közigazgatási egységének (voloszty) székhelye volt. 1840-ben kőből épített temploma és postaállomása is működött, a falut komi-permjákok lakták.
1924-ben lett járási székhely. Miután 1931-ben elkezdődött az ún. kuláktalanítási kampány, a faluba és a hozzá tartozó járásba tömegesen érkeztek a déli vidékekről kitelepítettek. Az 1932. évben 5774 fő érkezett, akiket különböző falvakban telepítettek le, a járás lélekszáma így 1932-ben több mint harmadával megnőtt, nemzetiségi összetétele heterogénné vált.